# پوگویزدوو (استان سیلسیان)
پوگویزدوو (به لهستانی:  Pogwizdów) یک روستا در لهستان است که در گمینا خاژلاخ واقع شده‌است. پوگویزدوو ۴٫۷۲ کیلومتر مربع مساحت و ۳٬۵۳۹ نفر جمعیت دارد.